# El Chaparral
El Chaparral är en ort i Mexiko.   Den ligger i kommunen Tamazunchale och delstaten San Luis Potosí, i den sydöstra delen av landet, 210 km norr om huvudstaden Mexico City. El Chaparral ligger 132 meter över havet och antalet invånare är 164.
Terrängen runt El Chaparral är varierad. Runt El Chaparral är det ganska tätbefolkat, med 90 invånare per kvadratkilometer. Närmaste större samhälle är Tamazunchale, 10,9 km väster om El Chaparral. Omgivningarna runt El Chaparral är en mosaik av jordbruksmark och naturlig växtlighet.